# Mikrofluidika
Mikrofluidika se nanaša na obnašanje, natančen nadzor in manipulacijo tekočin, ki so geometrijsko omejene na majhno merilo (običajno pod milimetrom), kjer površinske sile prevladujejo nad volumetričnimi silami. Gre za multidisciplinarno področje, ki vključuje inženirstvo, fiziko, kemijo, biokemijo, nanotehnologijo in biotehnologijo. V praksi se uporablja pri načrtovanju sistemov, ki obdelujejo majhne količine tekočin, da bi dosegli multipleksiranje, avtomatizacijo in visokozmogljivo presejanje. Mikrofluidika se je pojavila v začetku osemdesetih let dvajsetega stoletja in se uporablja pri razvoju brizgalnih tiskalnih glav, čipov, DNK, tehnologije laboratorija na čipu, mikropropulzivnih in mikrotermičnih tehnologij.
Običajno mikro pomeni eno od naslednjih značilnosti:
- majhne prostornine (μL, nL, pL, fL)
- majhna velikost
- majhna poraba energije
- učinki mikrodomene

Mikrofluidni sistemi običajno prenašajo, mešajo, ločujejo ali kako drugače obdelujejo tekočine. Različne aplikacije temeljijo na pasivnem nadzoru tekočin z uporabo kapilarnih sil v obliki kapilarnih elementov za spreminjanje pretoka, ki so podobni uporom in pospeševalnikom pretoka. V nekaterih aplikacijah se za usmerjen transport medijev dodatno uporabljajo zunanja pogonska sredstva. Primeri so rotacijski pogoni, ki uporabljajo centrifugalno silo za transport tekočine na pasivnih čipih. Aktivna mikrofluidika se nanaša na določeno manipulacijo delovne tekočine z aktivnimi (mikro) komponentami, kot so mikročrpalke ali mikroventili. Mikročrpalke tekočine dovajajo neprekinjeno ali se uporabljajo za doziranje. Mikroventili določajo smer toka ali način gibanja črpanih tekočin. Postopki, ki se običajno izvajajo v laboratoriju, so pogosto miniaturizirani na enem samem čipu, kar povečuje učinkovitost in mobilnost ter zmanjšuje količine vzorcev in reagentov.